# نواه يونغ
نواه يونغ (بالإنجليزية: Noah Young)‏ هو ممثل أمريكي، ولد في 2 فبراير 1887 في الولايات المتحدة، وتوفي في 18 أبريل 1958 بلوس أنجلوس في الولايات المتحدة.

## أعمال

### أفلام
- (1923) السلامة أخيرا!

## وصلات خارجية
- نواه يونغ على موقع IMDb (الإنجليزية)
- نواه يونغ على موقع ألو سيني (الفرنسية)
- نواه يونغ على موقع أول موفي (الإنجليزية)
- نواه يونغ على موقع أول موفي (الإنجليزية)
- نواه يونغ على موقع قاعدة بيانات الأفلام السويدية (السويدية)
- نواه يونغ على موقع قاعدة بيانات الفيلم (الإنجليزية)
- نواه يونغ على موقع كينوبويسك (الروسية)